# سارا قدیموا

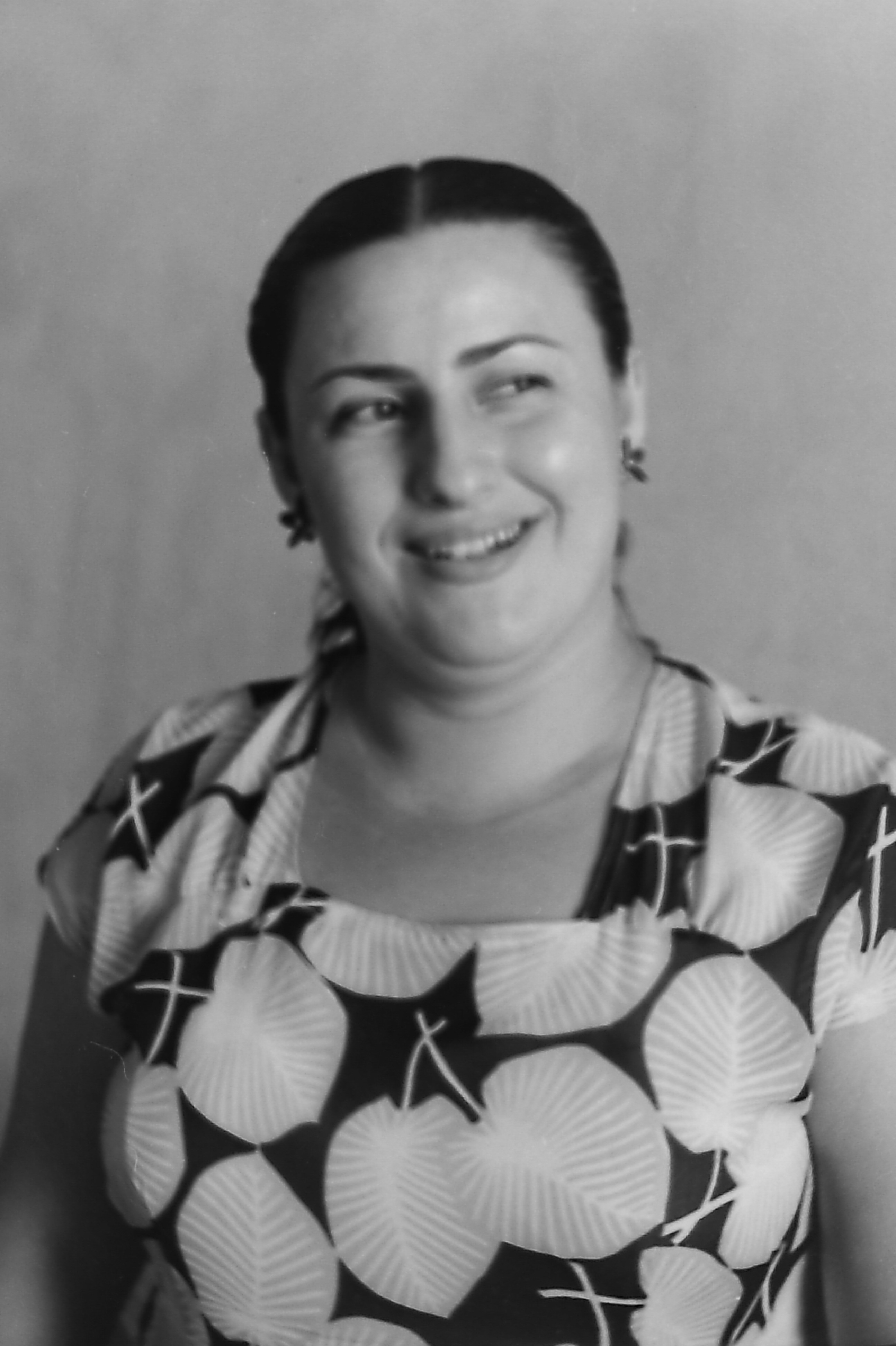

سارا قدیموا (به ترکی آذربایجانی: Sara Qədimova) (۳۱ مه ۱۹۲۲ - ۱۲ مه ۱۹۲۲ ) یکی از خوانندگان مشهور آذربایجانی بود.
وی فعالیت حرفه‌ای خود را در سال ۱۹۴۱ به عنوان تک‌خوان مسلم ماقومایف در ارکستر فلارمونیک دولتی آذربایجان آغاز کرد. حسین‌اوغلو سارابسکی، خان شوشینسکی و سعید شوشینسکی از اساتید مشهور وی بودند.
وی در سال ۱۹۶۳ به عنوان هنرمند خلق آذربایجان نائل شد.